# Henrik Wenzel Andreasen
Henrik Wenzel Andreasen (født i 1965) er en dansk musiker, musikproducer og chef for Sønderjyllands Symfoniorkester fra 2000 til 2006. Fra 2006 chef for Kunststyrelsens Musikcenter. Han er uddannet solofløjtenist på Det Kongelige Danske Musikkonservatorium samt Det Fynske Musikkonservatorium og er desuden uddannet tonemester på Det Kongelige Danske Musikkonservatorium. Han er søn af musikskribenten Mogens Wenzel Andreasen.